# Gambia i olympiska sommarspelen 2012
Gambia deltog i de olympiska sommarspelen 2012 som ägde rum i London i Storbritannien mellan den 27 juli och den 12 augusti 2012. Ingen av landets deltagare erövrade någon medalj.

## Friidrott
- Huvudartikel: Friidrott vid olympiska sommarspelen 2012

Förkortningar
- Notera – Placeringar gäller endast den tävlandes eget heat
- Q = Kvalificerade sig till nästa omgång via placering
- q = Kvalificerade sig på tid eller, i fältgrenarna, på placering utan att ha nått kvalgränsen
- NR = Nationellt rekord
- N/A = Omgången inte möjlig i grenen
- Bye = Idrottaren behövde inte delta i omgången

Herrar
Bana och väg
| Idrottare       | Gren  | Heat     | Heat      | Kvartsfinal | Kvartsfinal | Semifinal | Semifinal | Final            | Final            |
| Idrottare       | Gren  | Resultat | Placering | Resultat    | Placering   | Resultat  | Placering | Resultat         | Placering        |
| --------------- | ----- | -------- | --------- | ----------- | ----------- | --------- | --------- | ---------------- | ---------------- |
| Suwaibou Sanneh | 100 m | BYE      | BYE       | 10.21       | 5 q         | 10.18 NR  | 8         | Gick inte vidare | Gick inte vidare |

Damer
Bana och väg
| Idrottare     | Gren  | Heat     | Heat      | Kvartsfinal | Kvartsfinal | Semifinal        | Semifinal        | Final            | Final            |
| Idrottare     | Gren  | Resultat | Placering | Resultat    | Placering   | Resultat         | Placering        | Resultat         | Placering        |
| ------------- | ----- | -------- | --------- | ----------- | ----------- | ---------------- | ---------------- | ---------------- | ---------------- |
| Saruba Colley | 100 m | 12.21    | 2 Q       | 12.06       | 8           | Gick inte vidare | Gick inte vidare | Gick inte vidare | Gick inte vidare |